# 陶綽之
陶綽之，江州鄱阳郡枭阳县（今江西省都昌县）人，东晋官员，陶侃的曾孙，陶瞻的孙子。
晋朝以陶綽之的父亲陶弘袭爵长沙郡公，陶弘官至光禄勋。陶弘去世后，陶绰之嗣爵。403年，桓玄接受晋安帝禅让，建立桓楚王朝，将始安郡公（温峤后裔）降为始安县公，长沙郡公陶綽之降为临湘县公，庐陵郡公（谢安后裔）降为巴丘县公，食邑各千户。康乐县公谢灵运、南昌县公郗僧施、望蔡县公谢混、建兴县公（卞壼后裔）、永脩县公（桓伊后裔）都降封百户，公侯的名号还是同晋朝一致。东晋匡复后，陶綽之复爵长沙郡公。陶绰之去世后，其子陶延寿嗣长沙郡公。刘宋受禅后，陶延寿降封为吴昌侯，食邑五百户。